# 강수린
강수린(康壽麟, 1952년 ~ )은 조선민주주의인민공화국의 종교인, 정치인이다. 최고인민회의 상임위원회 위원 겸 조선불교도연맹 위원장이다.

## 경력
1990년 9월과 12월 제1, 2차 남북고위급회담에 북측 수행원 자격으로 참석했다. 2004년 6.15공동행사 등 남북교류협력 사업을 담당했으며, 2012년 11월 조선불교도연맹 위원장에 임명되었다. 2013년 7월부터 2015년 10월까지 조선적십자회 중앙위원회 위원장을 역임했다. 2014년 4월 최고인민회의 상임위원회 위원에 선출되었다. 세월호 침몰 사고 때 판문점 연락관을 통해서 본인의 명의로 위로 전통문을 발송하기도 하였다.

## 최고인민회의 대의원
2014년 3월 최고인민회의 제13기 대의원으로 선출되었다. 이후 2019년에 최고인민회의 제14기 대의원으로 선출되었다.